# Mazowiecki Szpital Bródnowski

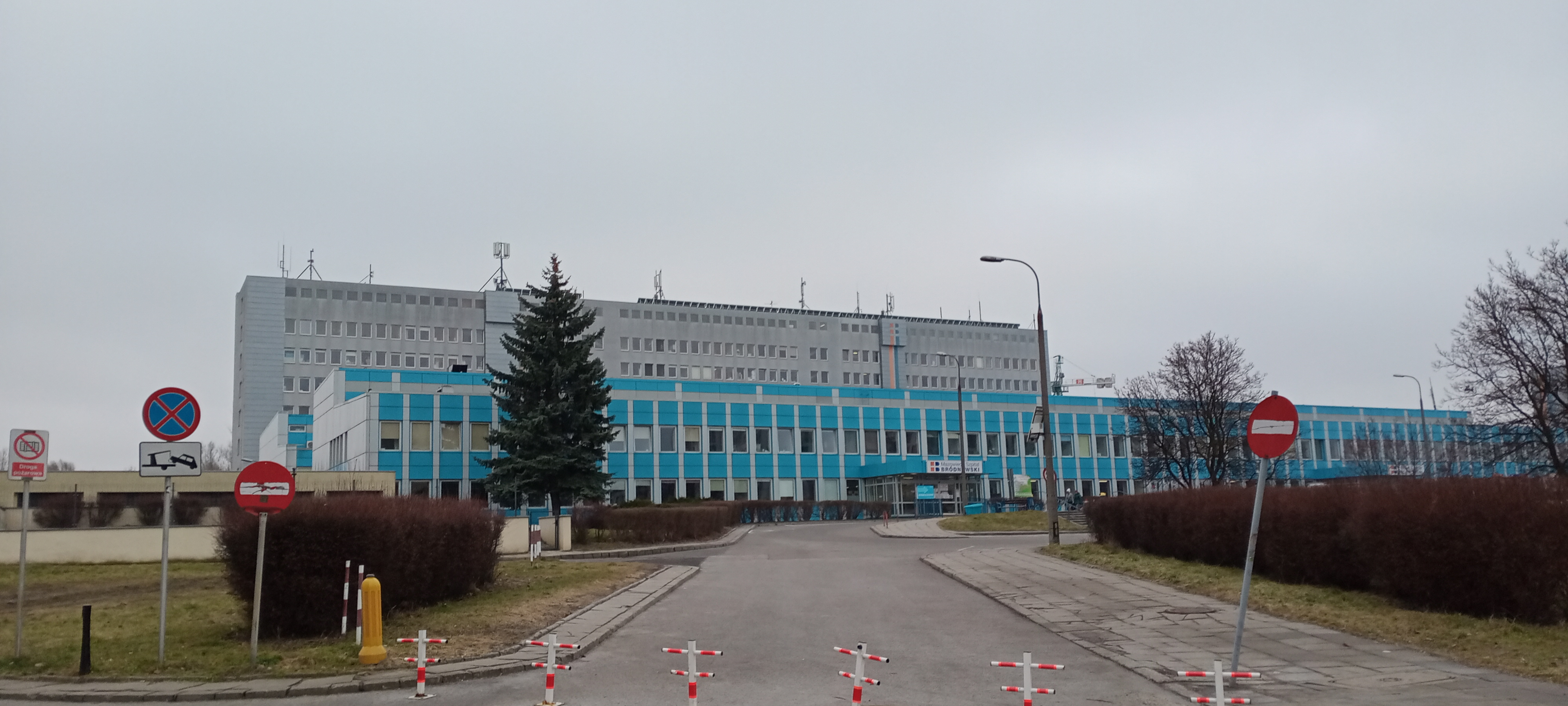
Szpital od strony ulicy Kondratowicza

Mazowiecki Szpital Bródnowski w Warszawie Sp. z o.o. – szpital znajdujący się przy ul. Kondratowicza 8 w Warszawie.

## Opis
Kompleks szpitalny, obejmujący 12 budynków, otwarto 22 stycznia 1981. Do 31 grudnia 2010 szpital funkcjonował pod nazwą Wojewódzki Szpital Bródnowski. Samodzielny Publiczny Zakład Opieki Zdrowotnej.
W 2013 przy szpitalu oddano do użytku sanitarne lądowisko.
Podczas pandemii COVID-19 wiosną 2020 szpital stał się jednym z jej największych ognisk w Polsce. Do 2 kwietnia 2020 stwierdzono 87 przypadków zakażenia koronawirusem SARS-CoV-2 wśród personelu i pacjentów.
W placówce działa 8 katedr i klinik Wydziału Lekarskiego Warszawskiego Uniwersytetu Medycznego, Centrum Medycznego Kształcenia Podyplomowego, a także Instytutu Żywienia i Żywności. Istnieje 5 oddziałów szpitalnych i 6 zakładów diagnostyki i terapeutyki. Przy przychodni szpitala działa 30 poradni specjalistycznych. Szpital Bródnowski posiada również przychodnię podstawowej opieki zdrowotnej, oddział intensywnej terapii i dwa pododdziały intensywnej opieki (kardiologiczny i internistyczny). Blok operacyjny obejmuje 14 sal zabiegowych. Szpital ma łącznie 669 łóżek.

## Struktura organizacyjna[3]
Bródnowskie Centrum Kliniczne:
- Szpitalny Oddział Ratunkowy
  - Nocna i Świąteczna Opieka Zdrowotna
- Zespół Oddziałów Chorób Wewnętrznych, Endokrynologii i Diabetologii:
  - Oddział Chorób Wewnętrznych
  - Oddział Endokrynologii i Diabetologii
  - Oddział Intensywnej Terapii Internistycznej
- Zespół Oddziałów Chorób Wewnętrznych i Gastroenterologii:
  - Oddział Chorób Wewnętrznych i Gastroenterologii
  - Pracownia Endoskopii Przewodu Pokarmowego
  - Pracownia Zabiegowa z Pracownią EUS
  - Pracownia pH-metrii
  - Poradnia Gastrologiczna
  - Pracownia Ultrasonograficzna
- Zespół Oddziałów Chorób Wewnętrznych, Kardiologii i Nadciśnienia Tętniczego:
  - Oddział Chorób Wewnętrznych
  - Oddział Kardiologiczny:
    - Pododdział Intensywnego Nadzoru Kardiologicznego
    - Pododdział Hemodynamiki
    - Pododdział Elektroterapii i Elektrofizjologii
    - Pododdział Kardiologii Zachowawczej

  - Pracownia Hemodynamiki
  - Pracownia Elektroterapii i Elektrofizjologii
  - Pracownia Echokardiografii
  - Pracownia Testów Wysiłkowych
  - Pracownia Holterowska
  - Pracownia Elektrokardiografii
  - Poradnia Kardiologiczna
  - Poradnia Nadciśnieniowa
  - Poradnia dla Kobiet w Ciąży
  - Poradnia Kontroli Stymulatorów i Zaburzeń Rytmu Serca
- Zespół Oddziałów Neurologii:
  - Oddział Udarowy
  - Oddział Neurologii Ogólnej
  - Oddział Neurorehabilitacji
  - Poradnia Parkinsonizmu
  - Poradnia Padaczkowa i Bólów Głowy
  - Poradnia Zaburzeń Pamięci
  - Poradnia Pozapiramidowa
- Zespół Oddziałów Anestezjologii i Intensywnej Terapii:
  - Oddział Anestezjologii
  - Oddział Intensywnej Terapii
- Zespół Oddziałów Neonatologii:
  - Oddział Rooming-In
  - Oddział Patologii Noworodka
  - Oddział Intensywnej Terapii Noworodka
  - Poradnia Neonatologiczna
  - Szkoła Rodzenia
- Zespół Oddziałów Ginekologii i Położnictwa:
  - Pracownia Endoskopii Ginekologicznej
  - Pracownia Kolposkopowa
  - Pracownia Ultrasonograficzna
  - Pracowania Urodynamiczna
  - Oddział Położniczy
  - Oddział Patologii Ciąży
  - Oddział Ginekologiczny
  - Poradnia Patologii Ciąży
  - Poradnia Chorób Szyjki Macicy
  - Poradnia Leczenia Niepłodności
  - Poradnia Onkologii Ginekologicznej
- Zespół Oddziałów Chirurgii Ogólnej, Naczyniowej i Onkologicznej:
  - Pododdział Chirurgii Ogólnej
  - Pododdział Chirurgii Onkologicznej
  - Pododdział Chirurgii Naczyniowej
  - Odcinek Septyczny
  - Poradnia Chirurgii Ogólnej
  - Poradnia Chirurgii Onkologicznej
  - Poradnia Chirurgii Naczyniowej
- Oddział Neurochirurgii
- Zespół Oddziałów Chirurgii Urazowo-Ortopedycznej i Rehabilitacji:
  - Pododdział Protezoplastyk i Rewizji Stawów
  - Pododdział Urazowy
  - Pododdział Artroskopowo-Rehabilitacyjny
  - Ambulatorium Urazowo-Ortopedyczne
- Zespół Oddziałów Okulistyki:
  - Oddział Okulistyki
  - Oddział Okulistyki Jednego Dnia
  - Przychodnia Okulistyczna
  - Przychodnia Jaskrowa
  - Przychodnia Leczenia Schorzeń Siatkówki i Ciałka Szklistego
  - Przychodnia Laserowa i Angiografii Fluoresceinowej
- Zespół Oddziałów Otolaryngologii:
  - Oddziału Otolaryngologii
    - Pododdział Otolaryngologii Jednego Dnia

  - Poradnia Otolaryngologii Ogólnej
  - Poradnia Onkologii Laryngologicznej
  - Poradnia Audiologiczno-Otoneurologiczna
  - Poradnia Foniatryczna
  - Poradnia Alergologiczna
- Blok Operacyjny
- Pracownia Radiologii Zabiegowej i Badań Naczyniowych
- Interwencyjne Centrum Neuroterapii
- Zakład Diagnostyki Laboratoryjnej:
  - Pracownia Analityki Ogólnej
  - Pracownia Mikrobiologii Lekarskiej
  - Pracownia Hematologii i Koagulologii
  - Pracownia Biochemii
  - Pracownia Immunochemii
  - Pracownia Serologii Transfuzjologicznej z Bankiem Krwi
  - Punkt Pobrań
- Zakład Diagnostyki Obrazowej:
  - Pracownia Rezonansu Magnetycznego
  - Pracownia RTG i Tomografii Komputerowej:
    - Dział Radiologii Klasycznej
    - Pracownia Tomografii Komputerowej
    - Gabinet RTG Ortopedyczny
- Zakład Medycyny Nuklearnej:
  - Poradnia Medycyny Nuklearnej
  - Pracownia Diagnostyki Izotopowej
  - Pracownia Medycyny Nuklearnej
  - Pracownia Badań Hormonalnych
  - Pracownia Brachyterapii Guzów Gałki Ocznej i Oczodołu
- Zakład Diagnostyki Ultrasonograficznej i Mammografii:
  - Pracownia USG
  - Pracownia mammografii
- Pracownia EEG
- Pracownia EMG
- Apteka Szpitalna
- Centralna Sterylizatornia
- Zakład Patomorfologii:
  - Dział Diagnostyki Biopsyjnej
  - Dział Diagnostyki Sekcyjnej
- Śródmiejskie Centrum Kliniczne:
  - Oddział Kardiologii
  - Izba Przyjęć
  - Nocna i Świąteczna Opieka Zdrowotna
  - Pracownia RTG
  - Poradnia Kardiologiczna
  - Pracownia Hemodynamiki
  - Pracownia Stymulatorów
- Poliklinika Bródnowskiego Centrum Klinicznego:
  - Zakład Rehabilitacji i Fizykoterapii:
    - Dział Kinezyterapii
    - Pracownia Rehabilitacji Kardiologicznej i Prób Wysiłkowych Pacjentów z Chorobami Układu Krążenia
    - Dział Fizykoterapii

  - Centrum Zdrowia Psychicznego:
    - Psychiatryczny Zespół Leczenia Środowiskowego dla Dorosłych
    - Oddział Dzienny Psychiatryczny
    - Oddział Dzienny Terapii Uzależnień od Alkoholu
    - Poradnia Zdrowia Psychicznego
    - Poradnia Leczenia Uzależnień i Współuzależnień

  - Poradnia Podstawowej Opieki Zdrowotnej (POZ)
  - Ambulatoryjna Opieka Specjalistyczna:
    - Poradnia Diabetologiczna
    - Gabinet Intensywnej Opieki dla Chorych Planujących Ciążę i Ciężarnych
    - Poradnia Chorób Metabolicznych i Leczenia Otyłości
    - Poradnia Gastroenterologiczna
    - Poradnia Kardiologii Ogólnej
    - Poradnia dla Kobiet w Ciąży
    - Poradnia Kontroli Stymulatorów
    - Pracownia Testów Wysiłkowych
    - Pracowania EKG
    - Poradnia Neurologiczna
    - Poradnia Pozapiramidowa
    - Poradnia Stwardnienia Rozsianego
    - Poradnia Patologii Noworodka
    - Poradnia Ginekologiczno-Położnicza
    - Poradnia Onkologii Ginekologicznej
    - Poradnia Okulistyczna
    - Poradnia Leczenia Jaskry
    - Poradnia Leczenia Siatkówki i Ciałka Szklistego
    - Poradnia Laserowa
    - Poradnia Retinopatii Cukrzycowej
    - Poradnia Chirurgii Ogólnej
    - Poradnia Chirurgii Naczyniowej
    - Poradnia Neurochirurgiczna
    - Poradnia Chirurgii Urazowo-Ortopedycznej
    - Poradnia Otolaryngologiczna
    - Poradnia Audiologiczna
    - Poradnia Foniatryczna
    - Pracownia Logopedyczna
    - Poradnia Alergologiczna
    - Poradnia Zdrowia Psychicznego ul. Kondratowicza 8
    - Poradnia Zdrowia Psychicznego ul. Suwalska 11
    - Psychiatryczny Zespół Leczenia Środowiskowego
    - Poradnia Dermatologiczna
    - Poradnia Endokrynologiczna
    - Poradnia Leczenia Bólu
    - Poradnia Podstawowej Opieki Zdrowotnej
    - Gabinet Ciąży Fizjologicznej
    - Poradnia Patologii Ciąży z Punktem Kwalifikacji do Planowych Cięć Cesarskich
    - Punkt Diagnostyki i Leczenia Niepłodności
    - Poradnia Chorób Sromu i Szyjki Macicy

  - Śródmiejska Przychodnia Specjalistyczna / II Poradnia Kardiologiczna
    - Pracownia Echo